# 엔트리 (영화)
엔트리는 한국에서 제작된 김현우 감독의 2013년 애니메이션 영화이다. 윤동환 등이 목소리를 맡았다.

## 목소리 출연
- 윤동환
- 강현중
- 원태희
- 김아림
- 김종선
- 나대한
- 황두하
- 변우진
- 김혜영
- 김준형
- 김레아
- 권태진
- 최두영

## 제작진
- 각색: 김현우
- 각색: 김보미
- 각색: 김연수
- 프로듀서: 김현우
- 사운드: 잠바 OJ
- 배경: 권용진
- 배경: 조용익
- 원화: 윤익원
- 채색: 조용익
- 동화: 윤익원
- 스토리보드: 조용익
- 피아노: 박재서
- 프로덕션 수퍼바이저: 이배실
- 프로덕션 수퍼바이저: 조용익
- 포스터: 최장휴
- 프로덕션 디자인 컨설턴트: 신지연
- 사투리지도: 김혜영
- 클린업: 조용익